# Abade ibne Algamer Axiabi
Abade ibne Algamer Axiabi (em árabe: عباد بن الغمر الشهابي‎‎; romaniz.: Abbad ibn al-Gamr ax-Xihabi) foi um governador do Iêmem do século IX para o Califado Abássida.

## Vida
Um iemenita local, Abade foi colocado no comando de Saná por Maomé ibne Abedalá ibne Muriz em 824, e reteve o poder ali até a chegada do governador Ixaque ibne Alabás ibne Maomé Alhaximi no final do ano. Após a morte do califa Almamune (r. 813–833), Abade foi novamente nomeado governador do Iêmem por Abedalá ibne Ubaide Alá ibne Alabás e foi confirmado na posição pelo califal Almotácime (r. 833–842). Ele reteve o governo até o fim de 835, quando foi substituído por Abedarraim ibne Jafar ibne Solimão Alhaximi.